# Rezehband
Rezehband (persiska: رِزِهبَند, رَزِبَند, رَزَبَند, رَزِه بَند) är en ort i Iran.   Den ligger i provinsen Zanjan, i den nordvästra delen av landet, 260 km nordväst om huvudstaden Teheran. Rezehband ligger 754 meter över havet och antalet invånare är 583.
Terrängen runt Rezehband är kuperad åt nordost, men åt sydväst är den bergig.Runt Rezehband är det ganska glesbefolkat, med 47 invånare per kvadratkilometer. Närmaste större samhälle är Āb Bar, 11,9 km nordost om Rezehband. Trakten runt Rezehband består i huvudsak av gräsmarker.